# Agrimonia (gruppo musicale)
Gli Agrimonia sono un gruppo musicale sludge metal/crust punk svedese, formatosi a Göteborg nel 2005.

## Formazione
- Björn - batteria (militante nei Miasmal)
- Pontus - chitarra, tastiere, cori (militante nei Miasmal)
- Magnus - chitarra (militante negli Atomvinter)
- Martin - basso (At the Gates)
- Christina - voce, tastiere

Ex componenti
- Per - basso

## Discografia

### Album in studio
- 2008 - Agrimonia
- 2010 - Host of the Winged
- 2013 - Rites of Separation
- 2018 - Awaken